# Macropipus tuberculatus
Macropipus tuberculatus is een krabbensoort uit de familie van de Polybiidae. De wetenschappelijke naam van de soort is voor het eerst geldig gepubliceerd in 1830 door Roux.